# Joao Rodríguez
Joao Rodríguez (Cali, 19 maggio 1996) è un calciatore colombiano centrocampista del Patriotas Boyacá.